# 奧特馬爾·哈斯勒
奧特馬爾·哈斯勒（德語：Otmar Hasler，發音：[ˈɔtmaʁ ˈhaslɐ]；1953年9月28日—）是列支敦斯登政治人物，列支敦斯登進步公民黨的成員，2001年至2009年擔任列支敦斯登首相。